# Diamond Dogs Tour
Die Diamond Dogs Tour (ab Oktober 1974 auch bekannt als The Soul Tour, bzw. The Philly Dogs Tour) war eine weltweite Konzerttournee des britischen Singer-Songwriters David Bowie, auf der er sein 1974 veröffentlichtes Konzeptalbum Diamond Dogs vorstellte. Ab Oktober 1974 nahm Bowie auch Lieder seines bis dato noch nicht veröffentlichten nächsten Studioalbums Young Americans in sein Live-Repertoire auf.

## Hintergrund
Die Tournee, die 78 Auftritte beinhaltete, begann am 14. Juni 1974 in Montréal und endete am 1. Dezember des gleichen Jahres in Atlanta. Dabei trat Bowie ausschließlich in Nordamerika auf, wo er mit dieser Tour seinen dortigen Bekanntheitsgrad steigern konnte.
Die Vorbereitung der aufwändigen Bühnenkulissen dauerte zwei Monate und kostete 275.000 Dollar, eine für die damalige Zeit sehr hohe Summe. Die Bühne stellte eine hypothetische Stadt (von Bowie und seinen Mitmusikern scherzhaft hunger city genannt) dar, geprägt durch Silhouetten von vier Wolkenkratzern und mehreren Laufbändern, die in alle Richtungen ferngesteuert werden konnten. Weitere ferngesteuerte bewegliche Teile waren Straßenlaternen und einige Stühle. Zu weiteren Accessoires gehörten ein Glascockpit mit zahlreichen Spiegeln, aus dem Bowie das Lied Big Brother sang, und eine riesige Hand, auf der er während der Aufführung des Liedes Time saß. Die Bühnenausstattung, die viele dieser fortschrittlichen Technologien beinhaltete, wog insgesamt ungefähr 6 Tonnen und war erst wenige Tage vor Beginn der Tour fertig, ohne vorher ausreichend getestet worden zu sein. Mehrere Teile gingen zu Bruch, insbesondere ein Laufband gab beim ersten Konzert nach, als Bowie sich darauf bewegte. Das Bühnenbild orientierte sich teilweise an den Werken des deutschen Malers George Grosz.
Bowie war bereits durch seinen exzessiven Kokainkonsum gesundheitlich beeinträchtigt, als er erfuhr, dass er für die gesamten hohen Schulden von MainMan, der Firma seines Managers Tony DeFries, die seine Karriere verwaltete, verantwortlich war. Nach einer Tourpause in der zweiten Septemberhälfte 1974 wurden die Tournee Anfang Oktober wieder aufgenommen. Der Kostenaufwand für die Bühnenshow wurde ab da strenger kontrolliert, so dass die Bühnenshow selbst deutlich schlichter wurde.
Wie das Album Diamond Dogs bestand auch das Repertoire des ersten Tourabschnitts hauptsächlich aus rockorientierten Stücken. Die Tournee wurden im August erstmals unterbrochen, um Bowie die Zeit für die Aufnahmen zum Album Young Americans zu geben, mit dem er sich der Soulmusik verschrieben hatte. Die Tour wurde ab Anfang September mit einigen neuen Musikern in der Besetzung und einem in Richtung Black Music orientierten Sound fortgesetzt. Insbesondere gab es von da an eine neue Rhythmusgruppe bestehend aus Carlos Alomar an der Gitarre, Doug Rauch am Bass und Greg Errico am Schlagzeug sowie neue Backgroundsänger, darunter der damals noch unbekannte Luther Vandross.
Der dritte Tourneeabschnitt begann schließlich ab Anfang Oktober mit weiteren neuen Musikern, die den souligen Charakter dieses letzten Tourteils noch verstärkten. Zu ihnen gehörte der Schlagzeuger Dennis Davis, der für den Rest der 1970er Jahre weiterhin mit Bowie zusammenarbeitete. Diese letzte Etappe der Tour wurde The Soul Tour oder The Philly Dogs Tour genannt, wobei das Wort „Philly“ ein Kosename für Philadelphia ist, die für den Phillysound berühmte Stadt, in der Young Americans aufgenommen wurden. Während dieser letzten Touretappe wurden oft die gleichen Rocksongs wie bei den Sommerkonzerten gespielt, jedoch in neuartigen Arrangements mit deutlichen Soul-Einflüssen.
Trotz ihres großen Erfolgs beim Publikum rief die Diamond Dogs Tour auch einige Kritik hervor. Dazu gehörte die nach Musikkritikern übertriebene Akribie bei der Gestaltung der Bühnenshow im amerikanischen Stil, die dem Ganzen eine Kälte verlieh, die auf Kosten der Natürlichkeit und Unvorhersehbarkeit ging, die frühere Auftritte Bowies gekennzeichnet hatte. Auch Fans der älteren Stücke der Alben Hunky Dory und Aladdin Sane missfielen die Soul-Arrangements dieser Lieder.

## Liveaufnahmen
Bowies Manager Tony DeFries bestand darauf, von den Konzerten in Upper Darby bei Philadelphia, die zwischen dem 8. und dem 13. Juli 1974 stattfanden, ein Live-Album aufzunehmen. Als die Musiker in Bowies Begleitband davon erfuhren, verlangten sie für ihre Beteiligung zusätzliche Tantiemen. Dank Bowies Fürsprache stellte DeFries jedem von ihnen einen Scheck über 5.000 Dollar aus und die Aufnahmen zum geplanten Live-Album, das schließlich im Oktober 1974 unter dem Titel David Live erschien, konnten fortgesetzt werden.

## Setlist

### Setlist 1. Tourabschnitt (Juni – Juli 1974)
- 1984
- Rebel Rebel
- Moonage Daydream
- Sweet Thing/Candidate/Sweet Thing (reprise)
- Changes
- Suffragette City
- Aladdin Sane
- All the Young Dudes
- Cracked Actor
- Rock ’n’ Roll with Me
- Watch that Man
- Knock on Wood
- Here Today, Gone Tomorrow
- Space Oddity
- Diamond Dogs
- Panic in Detroit
- Big Brother/Chant of the Ever-Circling Skeletal Family
- Time
- The Width of a Circle
- The Jean Genie
- Rock ’n’ Roll Suicide

### Setlist 2. Tourabschnitt (September 1974)
- 1984
- Rebel Rebel
- Moonage Daydream
- Sweet Thing/Candidate/Sweet Thing (reprise)
- Changes
- Suffragette City
- Aladdin Sane
- All the Young Dudes
- Cracked Actor
- Rock ’n’ Roll with Me
- Knock on Wood
- It’s Gonna Be Me
- Space Oddity
- Future Legend/Diamond Dogs
- Big Brother/Chant of the Ever-Circling Skeletal Family
- Time
- The Jean Genie
- Rock ’n’ Roll Suicide
- John, I’m Only Dancing

### Setlist 3. Tourabschnitt (Oktober – Dezember 1974)
- Memory of a Free Festival
- Rebel Rebel
- John, I’m Only Dancing
- Sorrow
- Changes
- 1984
- Moonage Daydream
- Rock ’n’ Roll with Me
- Love Me Do/The Jean Genie
- Young Americans
- Can You Hear Me?
- It’s Gonna Be Me
- Somebody Up There Likes Me
- Suffragette City
- Rock ’n’ Roll Suicide
- Panic in Detroit
- Knock on Wood
- Footstompin’/I Wish I Could Shimmy Like My Sister Kate/Footstompin’ (reprise)
- Diamond Dogs/It’s Only Rock ’n Roll (But I Like It)/Diamond Dogs (reprise)

## Tourdaten
| Nr.                                               | Datum               | Stadt               | Land                | Veranstaltungsort                      | Anmerkungen         |
| Leg 1 – Nordamerika                               | Leg 1 – Nordamerika | Leg 1 – Nordamerika | Leg 1 – Nordamerika | Leg 1 – Nordamerika                    | Leg 1 – Nordamerika |
| ------------------------------------------------- | ------------------- | ------------------- | ------------------- | -------------------------------------- | ------------------- |
| 1                                                 | 14. Juni 1974       | Montréal            | Kanada              | Forum                                  |                     |
| 2                                                 | 15. Juni 1974       | Ottawa              | Kanada              | Civic Centre                           |                     |
| 3                                                 | 16. Juni 1974       | Toronto             | Kanada              | O’Keefe Centre                         | 2 shows             |
| 4                                                 | 16. Juni 1974       | Toronto             | Kanada              | O’Keefe Centre                         | 2 shows             |
| 5                                                 | 17. Juni 1974       | Rochester           | Vereinigte Staaten  | Community War Memorial                 |                     |
| 6                                                 | 18. Juni 1974       | Cleveland           | Vereinigte Staaten  | Public Auditorium                      |                     |
| 7                                                 | 19. Juni 1974       | Cleveland           | Vereinigte Staaten  | Public Auditorium                      |                     |
| 8                                                 | 20. Juni 1974       | Toledo              | Vereinigte Staaten  | Sports Arena                           |                     |
| 9                                                 | 22. Juni 1974       | Detroit             | Vereinigte Staaten  | Cobo Hall                              |                     |
| 10                                                | 23. Juni 1974       | Detroit             | Vereinigte Staaten  | Cobo Hall                              |                     |
| 11                                                | 24. Juni 1974       | Trotwood            | Vereinigte Staaten  | Hara Arena                             |                     |
| 12                                                | 25. Juni 1974       | Akron               | Vereinigte Staaten  | Civic Theatre                          |                     |
| 13                                                | 26. Juni 1974       | Pittsburgh          | Vereinigte Staaten  | Syria Mosque                           |                     |
| 14                                                | 27. Juni 1974       | Pittsburgh          | Vereinigte Staaten  | Syria Mosque                           |                     |
| 15                                                | 28. Juni 1974       | Charleston          | Vereinigte Staaten  | Civic Center                           |                     |
| 16                                                | 29. Juni 1974       | Nashville           | Vereinigte Staaten  | Municipal Auditorium                   |                     |
| 17                                                | 30. Juni 1974       | Memphis             | Vereinigte Staaten  | Mid-South Coliseum                     |                     |
| 18                                                | 1. Juli 1974        | Atlanta             | Vereinigte Staaten  | Fox Theatre                            |                     |
| 19                                                | 2. Juli 1974        | Tampa               | Vereinigte Staaten  | Curtis Hixon Hall                      |                     |
| 20                                                | 3. Juli 1974        | Miami               | Vereinigte Staaten  | Jai-Alai Fronton                       |                     |
| 21                                                | 5. Juli 1974        | Charlotte           | Vereinigte Staaten  | Coliseum                               |                     |
| 22                                                | 6. Juli 1974        | Greensboro          | Vereinigte Staaten  | Coliseum                               |                     |
| 23                                                | 7. Juli 1974        | Norfolk             | Vereinigte Staaten  | Scope Arena                            |                     |
| 24                                                | 8. Juli 1974        | Upper Darby         | Vereinigte Staaten  | Tower Theatre                          |                     |
| 25                                                | 9. Juli 1974        | Upper Darby         | Vereinigte Staaten  | Tower Theatre                          |                     |
| 26                                                | 10. Juli 1974       | Upper Darby         | Vereinigte Staaten  | Tower Theatre                          |                     |
| 27                                                | 11. Juli 1974       | Upper Darby         | Vereinigte Staaten  | Tower Theatre                          |                     |
| 28                                                | 12. Juli 1974       | Upper Darby         | Vereinigte Staaten  | Tower Theatre                          |                     |
| 29                                                | 13. Juli 1974       | Upper Darby         | Vereinigte Staaten  | Tower Theatre                          |                     |
| 30                                                | 14. Juli 1974       | New Haven           | Vereinigte Staaten  | Veterans Memorial Coliseum             |                     |
| 31                                                | 16. Juli 1974       | Boston              | Vereinigte Staaten  | Music Hall                             |                     |
| xx                                                | 17. Juli 1974       | Yarmouth            | Vereinigte Staaten  | Cape Cod Coliseum                      |                     |
| 32                                                | 19. Juli 1974       | New York City       | Vereinigte Staaten  | Madison Square Garden                  |                     |
| 33                                                | 20. Juli 1974       | New York City       | Vereinigte Staaten  | Madison Square Garden                  |                     |
| Leg 2 – Nordamerika                               |                     |                     |                     |                                        |                     |
| 34                                                | 2. September 1974   | Universal City      | Vereinigte Staaten  | Universal Amphitheatre                 |                     |
| 35                                                | 3. September 1974   | Universal City      | Vereinigte Staaten  | Universal Amphitheatre                 |                     |
| 36                                                | 4. September 1974   | Universal City      | Vereinigte Staaten  | Universal Amphitheatre                 |                     |
| 37                                                | 5. September 1974   | Universal City      | Vereinigte Staaten  | Universal Amphitheatre                 |                     |
| 38                                                | 6. September 1974   | Universal City      | Vereinigte Staaten  | Universal Amphitheatre                 |                     |
| 39                                                | 7. September 1974   | Universal City      | Vereinigte Staaten  | Universal Amphitheatre                 |                     |
| 40                                                | 8. September 1974   | Universal City      | Vereinigte Staaten  | Universal Amphitheatre                 |                     |
| 41                                                | 11. September 1974  | San Diego           | Vereinigte Staaten  | Sports Arena                           |                     |
| 42                                                | 13. September 1974  | Tucson              | Vereinigte Staaten  | Community Center                       |                     |
| 43                                                | 14. September 1974  | Phoenix             | Vereinigte Staaten  | Arizona Veterans Memorial Coliseum     |                     |
| 44                                                | 15. September 1974  | Anaheim             | Vereinigte Staaten  | Convention Center                      |                     |
| 45                                                | 16. September 1974  | Anaheim             | Vereinigte Staaten  | Convention Center                      |                     |
| Leg 3 – Nordamerika („The Soul/Philly Dogs Tour)“ |                     |                     |                     |                                        |                     |
| 46                                                | 5. Oktober 1974     | St. Paul            | Vereinigte Staaten  | Civic Center                           |                     |
| xx                                                | 6. Oktober 1974     | St. Paul            | Vereinigte Staaten  | Civic Center                           |                     |
| 47                                                | 8. Oktober 1974     | Indianapolis        | Vereinigte Staaten  | Convention Center                      |                     |
| 48                                                | 10. Oktober 1974    | Madison             | Vereinigte Staaten  | Dane County Veterans Memorial Coliseum |                     |
| 49                                                | 11. Oktober 1974    | Madison             | Vereinigte Staaten  | Dane County Veterans Memorial Coliseum |                     |
| 50                                                | 13. Oktober 1974    | Milwaukee           | Vereinigte Staaten  | MECCA Arena                            |                     |
| 51                                                | 15. Oktober 1974    | Detroit             | Vereinigte Staaten  | Michigan Palace Theatre                |                     |
| 52                                                | 16. Oktober 1974    | Detroit             | Vereinigte Staaten  | Michigan Palace Theatre                |                     |
| 53                                                | 17. Oktober 1974    | Detroit             | Vereinigte Staaten  | Michigan Palace Theatre                |                     |
| 54                                                | 18. Oktober 1974    | Detroit             | Vereinigte Staaten  | Michigan Palace Theatre                |                     |
| 55                                                | 19. Oktober 1974    | Detroit             | Vereinigte Staaten  | Michigan Palace Theatre                |                     |
| 56                                                | 20. Oktober 1974    | Detroit             | Vereinigte Staaten  | Michigan Palace Theatre                |                     |
| 57                                                | 21. Oktober 1974    | Chicago             | Vereinigte Staaten  | Arie Crown Theater                     |                     |
| 58                                                | 22. Oktober 1974    | Chicago             | Vereinigte Staaten  | Arie Crown Theater                     |                     |
| 59                                                | 23. Oktober 1974    | Chicago             | Vereinigte Staaten  | Arie Crown Theater                     |                     |
| 60                                                | 28. Oktober 1974    | New York City       | Vereinigte Staaten  | Radio City Music Hall                  |                     |
| 61                                                | 29. Oktober 1974    | New York City       | Vereinigte Staaten  | Radio City Music Hall                  |                     |
| 62                                                | 30. Oktober 1974    | New York City       | Vereinigte Staaten  | Radio City Music Hall                  |                     |
| 63                                                | 31. Oktober 1974    | New York City       | Vereinigte Staaten  | Radio City Music Hall                  |                     |
| 64                                                | 1. November 1974    | New York City       | Vereinigte Staaten  | Radio City Music Hall                  |                     |
| 65                                                | 2. November 1974    | New York City       | Vereinigte Staaten  | Radio City Music Hall                  |                     |
| 66                                                | 3. November 1974    | New York City       | Vereinigte Staaten  | Radio City Music Hall                  |                     |
| 67                                                | 6. November 1974    | Cleveland           | Vereinigte Staaten  | Public Auditorium                      |                     |
| 68                                                | 8. November 1974    | Buffalo             | Vereinigte Staaten  | Memorial Auditorium                    |                     |
| 69                                                | 11. November 1974   | Landover            | Vereinigte Staaten  | Capital Center                         |                     |
| 70                                                | 14. November 1974   | Boston              | Vereinigte Staaten  | Music Hall                             |                     |
| 71                                                | 15. November 1974   | Boston              | Vereinigte Staaten  | Music Hall                             |                     |
| 72                                                | 16. November 1974   | Boston              | Vereinigte Staaten  | Music Hall                             |                     |
| 73                                                | 18. November 1974   | Philadelphia        | Vereinigte Staaten  | Spectrum                               |                     |
| 74                                                | 19. November 1974   | Pittsburgh          | Vereinigte Staaten  | Civic Arena                            |                     |
| 75                                                | 24. November 1974   | Philadelphia        | Vereinigte Staaten  | Spectrum                               |                     |
| 76                                                | 25. November 1974   | Philadelphia        | Vereinigte Staaten  | Spectrum                               |                     |
| 77                                                | 28. November 1974   | Memphis             | Vereinigte Staaten  | Mid-South Coliseum                     |                     |
| 78                                                | 30. November 1974   | Nashville           | Vereinigte Staaten  | Municipal Auditorium                   |                     |
| 79                                                | 1. Dezember 1974    | Atlanta             | Vereinigte Staaten  | The Omni                               |                     |

## Band

### Besetzung I (Juni – Juli 1974)
- David Bowie: Gesang
- Michael Kamen: elektrisches Klavier, Keyboards, Oboe
- Earl Slick: Gitarre
- Mike Garson: Klavier, Mellotron
- David Sanborn: Saxophon, Flöte
- Richard Grando: Saxophon, Flöte
- Herbie Flowers: Bass
- Tony Newman: Schlagzeug
- Pablo Rosario: Percussion
- Gui Andrisano: Hintergrundgesang
- Warren Peace: Hintergrundgesang

### Besetzung II (September 1974)
- David Bowie: Gesang
- Earl Slick: Gitarre
- Mike Garson: Klavier, Mellotron
- Carlos Alomar: Gitarre
- David Sanborn: Saxophon, Flöte
- Richard Grando: Saxophon, Flöte
- Doug Rauch: Bass
- Greg Errico: Schlagzeug
- Pablo Rosario: Percussion
- Gui Andrisano: Hintergrundgesang
- Warren Peace: Hintergrundgesang
- Ava Cherry: Hintergrundgesang
- Robin Clark: Hintergrundgesang
- Anthony Hinton: Hintergrundgesang
- Diane Sumler: Hintergrundgesang
- Luther Vandross: Hintergrundgesang

### Besetzung III (Oktober – Dezember 1974)
- David Bowie: Gesang
- Earl Slick: Gitarre
- Mike Garson: Klavier, Mellotron
- Carlos Alomar: Gitarre
- David Sanborn: Saxophon, Flöte
- Richard Grando: Saxophon, Flöte
- Emir Ksasan: Bass
- Dennis Davis: Schlagzeug
- Pablo Rosario: Percussion
- Gui Andrisano: Hintergrundgesang
- Warren Peace: Hintergrundgesang
- Ava Cherry: Hintergrundgesang
- Robin Clark: Hintergrundgesang
- Anthony Hinton: Hintergrundgesang
- Diane Sumler: Hintergrundgesang
- Luther Vandross: Hintergrundgesang